# سیارک ۲۶۷۳۶
سیارک ۲۶۷۳۶ (به انگلیسی: 26736 Rojeski، نامگذاری:2001HM27)۲۶۷۳۶مین سیارک کشف شده‌است که در ۲۷ آوریل ۲۰۰۱ کشف شد.